# Courant des Caraïbes

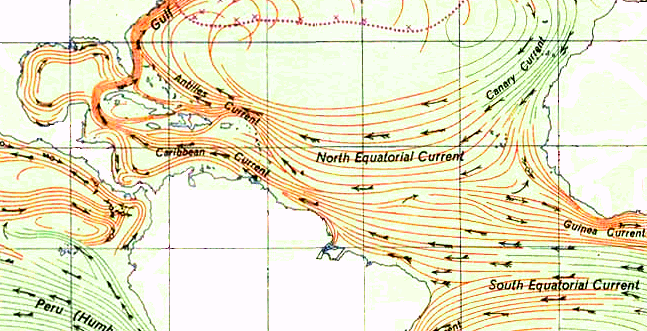
Le courant des Caraïbes, un courant océanique chaud dans la mer des Caraïbes.

Le courant des Caraïbes est un courant océanique chaud qui transporte d'importantes quantités d'eau et s'écoule vers le nord-ouest à travers les Caraïbes depuis l'est le long de la côte de l'Amérique du Sud et dans le golfe du Mexique,,. 
Le courant résulte du flux du courant atlantique sud-équatorial lorsqu'il coule vers le nord le long de la côte du Brésil. Lorsque le courant tourne vers le nord à travers le canal du Yucatán, il est renommé le courant du Yucatán. 
L'eau du courant des Caraïbes provient de l'océan Atlantique via les courants nord-équatorial, nord-brésiliens et guyanais. La circulation de la gyre Columbia-Panama s'écoule dans le sens antihoraire par rapport au courant des Caraïbes.